# Sandor Bernath
Sandor Bernath (* 30. Dezember 1892 in Ungarn; † 1984 oder 1985, vermutlich in Belize oder Honduras) war ein ungarisch-amerikanischer Maler und Illustrator. Bekannt wurde er vor allem durch seine Aquarelle in einem präzisen, am amerikanischen Precisionism orientierten Stil, die Segelyachten, Küstenlandschaften Neuenglands sowie Stadt- und Genreansichten zeigen.

## Leben
Sandor Bernath wurde 1892 in Ungarn geboren und wuchs in Budapest auf. Als junger Mann wanderte er in die Vereinigten Staaten aus und ließ sich in New York City nieder. Über seine Ausbildung ist wenig bekannt. Einzelne Quellen nennen ein Studium an der National Academy of Design sowie Schülerjahre bei Edward Hopper. In den frühen 1920er Jahren unternahm er Reisen nach Europa, unter anderem nach Frankreich und in die Tschechoslowakei. Diese Reisen spiegeln sich in den Motiven seiner frühen Aquarelle wider. Sein künstlerisches Debüt gab Sandor Bernath im Jahr 1919 mit einer Ausstellung seiner Werke im Rahmen einer Gruppenausstellung der American Water Color Society in New York, 1922 folgte eine erste Einzelausstellung mit neunzehn Arbeiten in Mrs. Malcolms Galerie in der East 64th Street. Ab Mitte der 1920er Jahre hielt er sich regelmäßig in Künstlerkolonien in Neuengland auf, insbesondere in Provincetown (Massachusetts) und Eastport (Maine), wo er sich 1927 niederließ. Weitere Arbeitsaufenthalte führten ihn unter anderem nach Taos (New Mexico, 1935) und Charleston (South Carolina, 1937). Nach 1945 verliert sich seine Spur. Späteren Angaben zufolge zog er in den 1970er Jahren nach Honduras und verstarb 1984 oder 1985 in Zentralamerika.

## Werk
Sandor Bernath hat sich auf Aquarelle von Szenen der amerikanischen Küste spezialisiert, insbesondere von Segelyachten, Häfen und Landschaften Neuenglands. Seine Bildsprache zeichnet sich durch klare, geometrische Formen, starke Hell-Dunkel-Kontraste und eine reduzierte, monolithische Komposition aus. Sie ist stilistisch mit dem Präzisionismus (engl. Precisionism) vergleichbar, wie er etwa von Edward Hopper, Charles Sheeler und Charles Demuth praktiziert wurde. Bernath malte Architektur, Schiffs- und Küstenszenen. In den 1930er Jahren entstanden auch Landschaften des Südwestens. Später malte er stimmungsvolle Aquarelle von Strandlandschaften in Honduras. Seine Darstellungen bewegten sich stets zwischen sachlicher Genauigkeit und atmosphärischer Wirkung.